# Montabard
Montabard är en kommun i departementet Orne i regionen Normandie i nordvästra Frankrike. Kommunen ligger i kantonen Trun som tillhör arrondissementet Argentan. År 2022 hade Montabard 284 invånare.

## Befolkningsutveckling
Antalet invånare i kommunen Montabard
| Referens: INSEE |